# Arwed Imiela
Arwed Erich Imiela (* 7. Oktober 1929 in Schlawe; † 3. Juni 1982 in Hamburg-Fuhlsbüttel) war ein deutscher Serienmörder.

## Kindheit, Jugend und Leben nach dem Krieg
Arwed Imiela beendete in Köslin die Volksschule und begann in Berlin eine Ausbildung bei der Stadtverwaltung. Dort lebte sein Vater nach der Scheidung von Arweds Mutter im Jahre 1936. Der Sohn pendelte zwischen den Elternteilen. Die Beziehung zu seinem Stiefvater, der zu Gewalttätigkeiten neigte, war schlecht. Seine Mutter erlaubte ihm nicht, das Gymnasium zu besuchen. Kurz vor Kriegsende kam Imiela in ein Wehrertüchtigungslager, anschließend in ein polnisches Arbeitslager.
Nach dem Kriegsende verdiente Imiela seinen Lebensunterhalt auf dem Schwarzmarkt sowie als Schauspieler und  Journalist. Bei einem Schwarzmarktgeschäft kam er an gefälschte Papiere und nannte sich von da an Detlev-Klaus Holm-Menhardt. Mit diesem Namen baute er sich eine neue Existenz auf: Er machte sich acht Jahre älter, gab vor, Abitur und ein Diplom zu haben und Junglehrer zu sein. 1952 wurde Imielas Scheinexistenz bei einer Verhaftung entdeckt; er wurde zu zwei Jahren Haft verurteilt.
Im Gefängnis beschäftigte er sich mit Astrologie, legte beim Deutschen Astrologen Verband eine Prüfung ab und nannte sich „Diplom-Astrologe“. Damit hatte er seinen Lebensinhalt und -unterhalt gefunden. Mit Hilfe eines Schreibautomaten erzeugte er Massenhoroskope, von deren Verkauf er gut leben konnte. Seine ersten beiden Opfer lernte er durch diese Tätigkeit kennen.

## Betrug und Mord
1967 verließ Imiela nach siebzehn Jahren Ehe seine zweite Frau Ilse Müssener. Er lernte Annemarie Schröder und deren Mutter Anna-Maria Kieferle kennen, für die er als Lebensberater tätig war. Er erschlich sich das Vertrauen der beiden Frauen und fungierte als deren Finanzverwalter. Als er eine Kontovollmacht erhielt, tötete er unmittelbar darauf beide Frauen und zerstückelte wahrscheinlich die Leichen und entsorgte die Leichenteile auf Fehmarn oder im Meer.
Seine nächsten Opfer waren Ilse Evels und deren Tochter Urte aus Celle. Sie lernten Imiela über seine damalige Verlobte Ulrike Roland kennen, deren Tante Ilse Evels war. Zu diesem Zeitpunkt lebte Imiela in Reinbek. Seine Opfer verscharrte er in einer Ludergrube bei Gahlendorf im Osten von Fehmarn.  Auf Fehmarn hatte er eine Jagd angepachtet und war Mitglied im örtlichen Jagdverein. Zu Wohnzwecken hatte er einen Bungalow in Marienleuchte angemietet, dort ermordete er vermutlich die ersten beiden Opfer, zuerst Anna-Maria Kieferle und, nach deren Rückkehr, auch deren Tochter Annemarie Schröder. Ilse Evels und deren Tochter Urte wurden hingegen offensichtlich in Reinbek getötet. Als Imiela eine Transaktion über 150.000 DM vom Konto von Ilse Evels auf sein Konto veranlassen wollte, schöpfte ein Sparkassenmitarbeiter Verdacht.

## Verurteilung und Lebensende
Imiela wurde am 23. April 1970 mit seiner Verlobten wegen des Verdachts des Betruges festgenommen. Nach Ermittlungen stellte sich eine Verbindung zu den beiden Opfern auf Fehmarn heraus. Da sich der Verdacht gegen Imielas Verlobte nicht erhärtete, wurde diese nach drei Wochen freigelassen. Trotz weiterer Ermittlungen konnten die Leichen seiner früheren Opfer nicht aufgefunden werden. Imiela wurde am 24. Mai 1973 vom Lübecker Landgericht in einem Indizienprozess wegen vierfachen Mordes zu lebenslanger Freiheitsstrafe verurteilt. Er legte nie ein Geständnis ab und beteuerte stets seine Unschuld. Imiela starb 1982 in der Haftanstalt Hamburg-Fuhlsbüttel an Herzversagen und wurde anonym auf dem Friedhof Ohlsdorf beigesetzt.